# Degen Jenő
Degen Jenő György (Pest, 1832. szeptember 29. (keresztelés) – Budapest, 1877. június 4.) plébános, egyházi író.

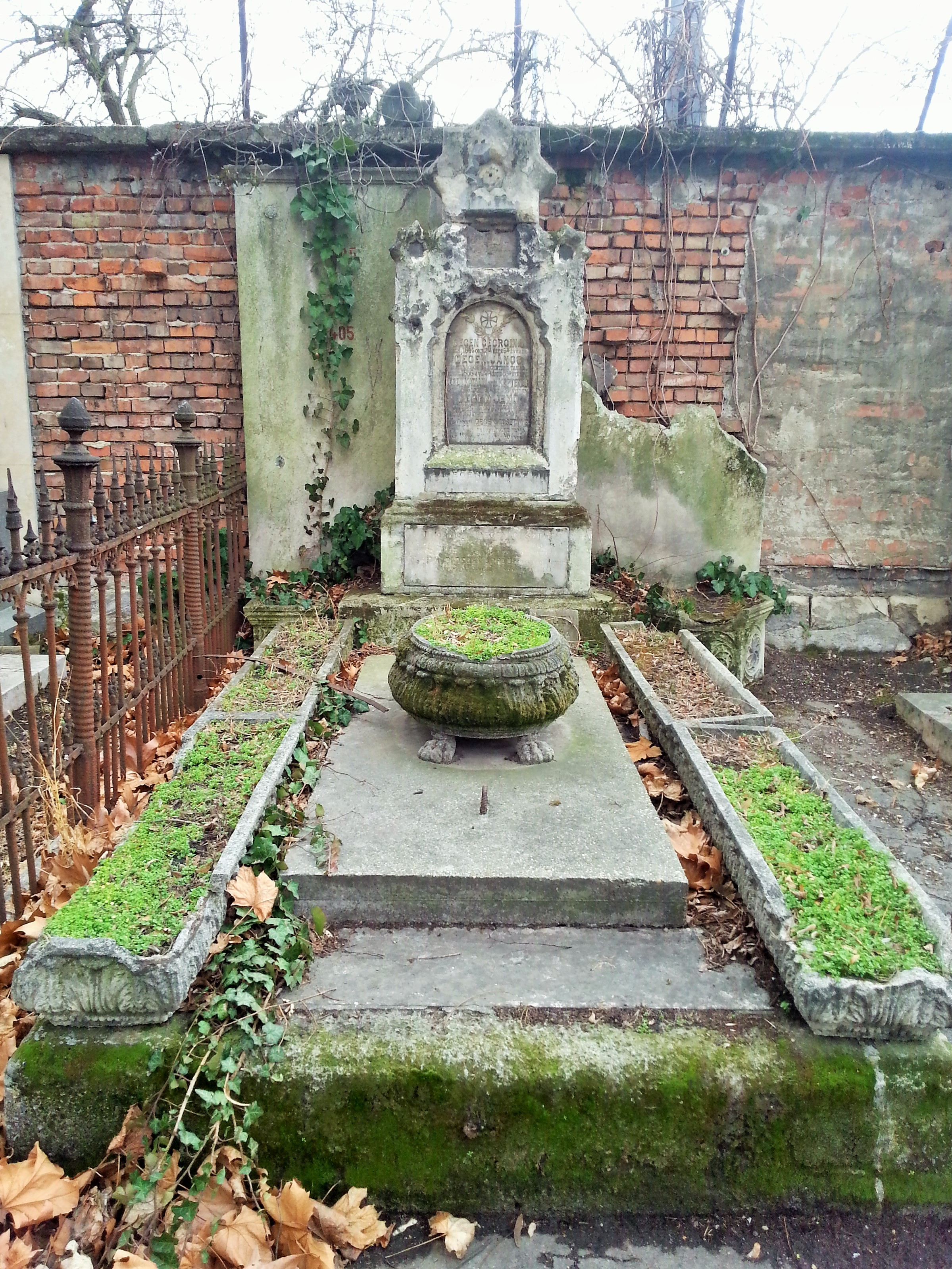
Sírja a Fiumei úti sírkertben (Jobb oldali falsírvoltok, J-405)

## Családja
Degen János és Keptenár Katalin fiaként született. Testvérei közül Titusz szintén a papi hivatást választotta, Gusztáv pedig jogász, politikus lett. Unokaöccséből, Árpádból neves botanikus lett.

## Pályafutása
A bécsi Pázmáneum növendéke volt 1853-tól. A tabáni Alexandriai Szent Katalin plébániatemplom plébánosa volt 1868-tól haláláig.
A Kerepesi temetőben nyugszik, a Degen-család sírboltjában.